# Рікарду Феррейра
Рікардо Жозе Араужу Феррейра (порт. Ricardo José Araújo Ferreira, нар. 25 листопада 1992, Міссісога) — португальський футболіст, центральний захисник клубу «Брага».
Виступав за молодіжну збірну Португалії.

## Клубна кар'єра
Народився 25 листопада 1992 року в канадському місті Міссісога в родині вихідців з Португалії. Вирішивши спробувати себе у професійному футболі, в 15-річному віці переїхав на батьківщину батьків, де почав займатися в академії «Порту». За два роки юнака запросили до академії «Мілана».
У дорослому футболі дебютував 2012 року в Італії, щоправда у команді клубу «Емполі», в якому взяв участь у 4 матчах чемпіонату на правах оренди з «Мілана». 
2013 року повернувся до Португалії, де спочатку провів декілька ігор за «Ольяненсі», а за рік перейшов до клубу «Пасуш ді Феррейра», де провів також один сезон, знов таки не ставши гравцем основного складу. 
2015 року приєднався до складу клубу «Брага», в якому порівняно з попередніми своїми командами почав отримувати більше ігрового часу.

## Виступи за збірні
2008 року дебютував у складі юнацької збірної Португалії, взяв участь у 20 іграх на юнацькому рівні (в командах різних вікових категорій), відзначившись одним забитим голом.
2012 року прові один матч у складі молодіжної збірної Португалії.

## Досягнення
- Володар Кубка Португалії з футболу: 2016